# Les Pâturages du ciel
Les Pâturages du ciel (Pastures of Heaven) est un recueil de nouvelles de John Steinbeck, publié en 1932 aux États-Unis. Il consiste en douze récits interconnectés — que l’on peut qualifier de nouvelles.

## Cadre géographique
Un caporal espagnol découvre la vallée de Monterey, en Californie, alors qu’il pourchasse des esclaves indiens en fuite. Enchanté par la beauté de la vallée, il décide de la nommer Las Pasturas del Cielo (Les Pâturages du ciel en français). 

## Style et thème
Le style des nouvelles est tout à fait steinbeckien : la description de la vie des familles qui s’installent dans la vallée est à la fois drôle et poignante. Un leitmotiv du recueil est le mal causé par des gens qui mettent beaucoup de bonne volonté à aider les gens de la communauté, mais échouent toujours, à cause de circonstances hors de leur contrôle.